# Infundibulicybe geotropa
Infundibulicybe geotropa (Bull.) Harmaja, 2003 è un fungo della famiglia Tricholomataceae, che merita grande attenzione per le qualità gastronomiche.
Il micologo Giacomo Bresadola, infatti, ci ha lasciato un suo parere che così recita:
- " ... è uno dei funghi più squisiti e, per il forte aroma che possiede, si può cuocere anche alla maniera dei tartufi, servendosene come di questi per condimento...".

## Etimologia
Nome generico dal latino infundibulum ("imbuto") e dal greco antico: κύβη?, kýbē ("testa"), per la forma del cappello.

Nome specifico dal greco antico: γεω-?, geō- ("terra") e τροπή, tropḗ ("rivolgimento"), per il portamento verticale del gambo.

## Descrizione della specie

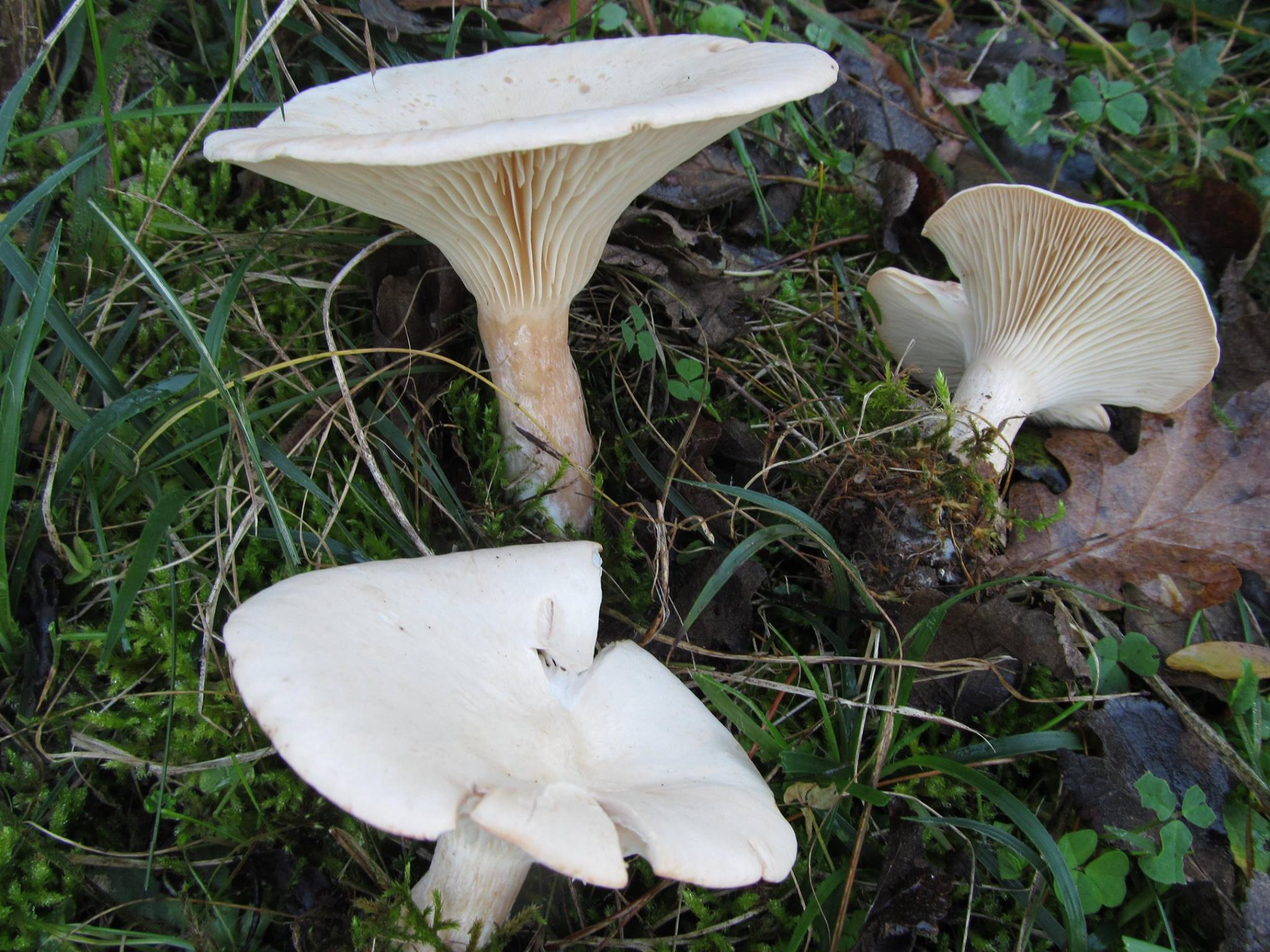
Esemplare raccolto a Maiorca

### Cappello

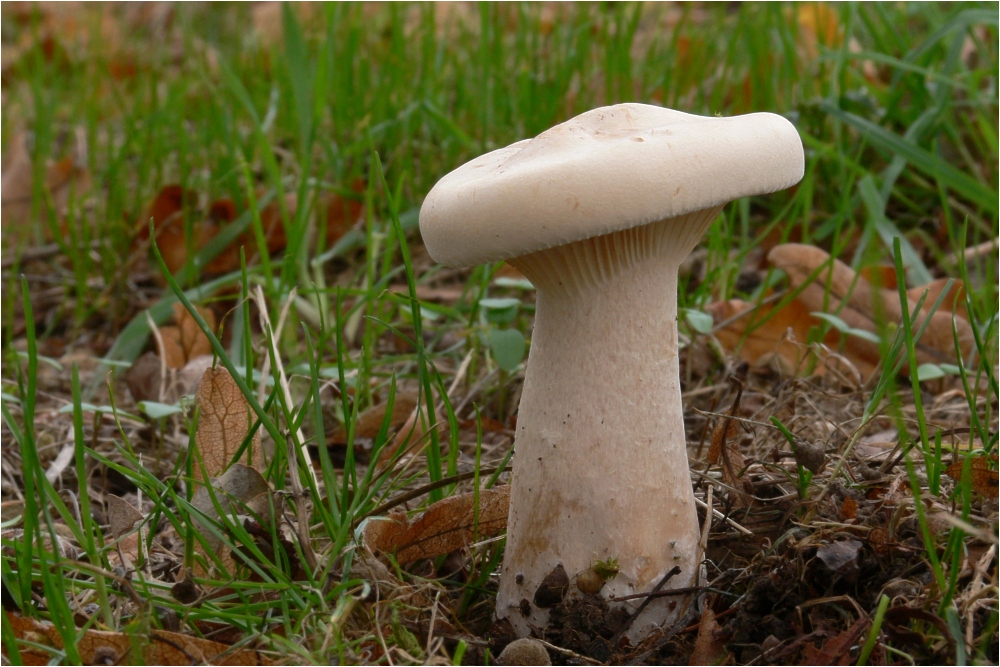
I. geotropa

Da giovane convesso-campanulato o campanulato-umbonato, poi piano ed infine leggermente depresso al centro; carnoso, liscio con margine sottile e involuto; di colore giallo-biancastro oppure ocraceo o nocciola; 4-12 cm di diametro; con cuticola vischiosa a tempo umido.

### Lamelle
Spesse, fitte, decorrenti, biancastre-crema o concolori al cappello, intercalate da lamellule che tendono a biforcarsi verso il margine del cappello.

### Gambo
6-15 x 1-2 cm, cilindrico, diritto, massiccio, ingrossato verso il basso e cotonoso per il micelio bianco alla base, concolore al cappello.

### Carne
Bianca, compatta.
- Odore: intenso e aromatico, molto caratteristico, con note di mandorla amara.
- Sapore: mite, dolciastro.

### Spore
Ellittiche o subglobose, lisce, bianche in massa, con apicolo evidente e guttule interne, 6-7 x 5-6,5 µm.

## Habitat
Cresce nei prati e pascoli, tra cespugli spinosi, in gruppi di numerosi esemplari, generalmente in circolo; fruttifica dalla fine dell'estate all'autunno inoltrato.

## Commestibilità
Eccellente, anche a detta di molti micologi.
Ottimo anche sott' olio.

## Sinonimi e binomi obsoleti
- Agaricus geotropus Bull., Herb. Fr. (Paris) 12: tab. 573 (1792)
- Clitocybe gilva var. geotropa (Bull.) P. Kumm., Führ. Pilzk. (Zerbst): 124 (1871)
- Clitocybe geotropa (Bull.) Quél., Mém. Soc. Émul. Montbéliard, Sér. 2 5: 89 (1872)
- Omphalia geotropa (Bull.) Quél., Enchir. fung. (Paris): 22 (1886)
- Clitocybe subinvoluta sensu Lange; fide Checklist of Basidiomycota of Great Britain and Ireland (2005)
- Clitocybe maxima sensu auct. Brit.; fide Checklist of Basidiomycota of Great Britain and Ireland (2005)
- Agaricus pileolarius Sowerby, Col. fig. Engl. Fung. Mushr. (London) 1(no. 10): tab. 61 (1797)
- Agaricus gibbus ß major Fr., Syst. mycol. (Lundae) 1: 82 (1821)
- Clitocybe geotropa var. minor Singer, Collect. Botan. 1(3): 221 (1947)

## Nomi comuni
- Agarico geotropo
- Cardinale (Campania)
- Cimballo/Cirimballo (Aree Toscane)
- Fungo di San Martino
- Maremmano
- Ordinale / Ordinale da prato / Ordinario / Ordinello
- Brumaio bianco (Alta Umbria)
- Fungo di Ruota (Ficuzza)
- Frullicarolu
- Fungo di Ringo- Ordinario (o Ordinale) (Puglia)
- Fungo di Filera (Sicilia /Nebrodi)
- Sementino (Toscana, Liguria)
- Brisa priola o della streja (Veneto)
- Catenari (Lazio) perché in cerchio
- Brumino rosa / Brumino nocciola (Castiglion Fiorentino)
- Cardolinu de Padenti o cardolinu de arrideli (Sardegna)
- Teneretico (Sant'Oreste, Lazio)
- Calice assolato (Monteflavio, Lazio)
- Mireta (Calabria)
- Natalino (Sacrofano, Lazio)
- Nurdinatu (Bisignano)
- Cemballo (isola d’Elba)
- Verdenaco (Veroli, Ciociaria)

## Specie simili
- Può confondersi con gli esemplari giovani dell'Entoloma sinuatum (molto velenoso, anche mortale), che fruttifica nello stesso periodo (prestare attenzione alle lamelle, non decorrenti nell'E. sinuatum, bensì adnate).
- Occasionalmente con forme giganti della Clitocybe gibba, il cosiddetto "imbutino" (ottimo commestibile, eccellente sott'olio).